# زمین‌لرزه ۱۹۵۲ حسن‌قلعه
زمین‌لرزه حسن‌قلعه  در تاریخ ۳ ژانویه ۱۹۵۲ میلادی، برابر با ‎۱۲ دی ۱۳۳۰، ساعت ۶:۰۳:۰۰ به زمان یوتی‌سی در ترکیه ، منطقه حسن‌قلعه رخ داد. بزرگی آن ۶ در مقیاس ریشتر اعلام شده‌است. زمین‌لرزه به وقت محلی در روز پنج‌شنبه، ساعت ۸ روی داده و منطقه زمانی آن یوتی‌سی +۲ بوده‌است (با لحاظ تغییر ساعت تابستانی).
سازمان زمین‌شناسی آمریکا نیز جای این زمین‌لرزه را در مختصات ۳۹°۵۴′شمالی ۴۱°۴۲′شرقی / ۳۹٫۹°شمالی ۴۱٫۷°شرقی و بزرگی آنرا برابر با ۶ در مقیاس ریشتر اعلام کرده‌است.
شمار کشتگان زلزله حدود ۱۰۳ نفر بوده‌است.